# لويس ديلجاديلو
لويس ديلجاديلو (بالإسبانية: Luis Delgadillo)‏ هو لاعب كرة قدم مكسيكي، ولد في 23 أبريل 1991 في ثيوداد جوثمان في المكسيك. لعب مع نادي أطلس ونادي رييكا.